# LY 300164
LY 300164 (GYKI 53773) — 2,3-бензодіазепін, активний ізомер талампанеля (R-форма). Так само як талампанель, є неконкурентним антагоністом АМРА-рецептора; але, на відміну від талампанеля, здатний зв'язуватись з усіма субодиницями цього рецептора (докладніше див. в статті «АМРА-рецептор»).